# Епархия Риу-Бранку
Епархия Риу-Бранку (лат. Dioecesis Fluminis Albi Superioris) — епархия Римско-Католической церкви с центром в городе Риу-Бранку, Бразилия. Епархия Риу-Бранку входит в митрополию Порту-Велью. Кафедральным собором епархии Риу-Бранку является церковь Пресвятой Девы Марии в городе Риу-Бранку.

## История
4 октября 1919 года Римский папа Бенедикт XV издал буллу Ecclesiae universae, которой учредил территориальную прелатуру Акре-и-Пуруша, выделив её из епархии Амазонаша (сегодня — Архиепархия Манауса). В этот же день территориальная прелатура Акре-и-Пуруша вошла в митрополию Белен-до-Пара.
10 декабря 1926 года территориальную прелатура Акре-и-Пуруша была переименована в территориальную прелатуру Сан-Пеллегрину-Лазиоши-нелль-Альто-Акре-и-Пуруша. 16 февраля 1952 года территориальная прелатура вошла в митрополию Манауса. 26 апреля 1958 года Римский папа Пий XII издал декрет Ad exstantia, которым вернул территориальной прелатуре прежнее название Акре-и-Пуруша.
15 февраля 1986 года Римский папа Иоанн Павел II издал буллу Cum Praelaturae, которой преобразовал территориальную прелатуру Акре-и-Пуруша в епархию Риу-Бранку.

## Ординарии епархии
- епископ Próspero M. Gustavo Bernardi, (15.12.1919 — 1.02.1944);
- епископ Antônio Julio Maria Mattioli (1944 — 13.04.1962);
- епископ Giocondo Maria Grotti (16.11.1962 — 28.09.1971);
- епископ Moacyr Grechi (10.07.1972 — 29.07.1998) — назначен архиепископом Порту-Велью;
- епископ Joaquín Pertíñez Fernández (24.02.1999 — по настоящее время).

## Источник
- Annuario Pontificio, Libreria Editrice Vaticana, Città del Vaticano, 2003, ISBN 88-209-7422-3
- Булла Ecclesiae universae, AAS 12 (1920), стр. 5-8  (лат.)
- Булла Cum Praelaturae (лат.)